# Ascenseur du château d'Albertis
L’ascenseur du château d'Albertis relie ce dernier à la via Balbi, à proximité de l'extrémité occidentale de celle-ci, et de la gare Piazza-Principe à Gênes. Il présente la caractéristique unique au monde de se mouvoir dans deux directions différentes, horizontalement puis verticalement.

## Histoire
L'ascenseur permettant de monter au château d'Albertis est inauguré en 1929. C'est un ascenseur vertical ; compte tenu de la pente relativement faible de la colline, l'accès au pied de l'ascenseur se fait par un long tunnel piéton horizontal.
En 2004, un nouveau système est inauguré : les passagers embarquent en bas dans une cabine qui se déplace horizontalement, à la manière d'un funiculaire, les deux cabines étant liées par un câble ; puis la cabine entre dans le puits vertical et s'élève jusqu'au somment de la colline.

## Caractéristiques
Le principe de l'installation nouvelle est simple : les deux trajets sont techniquement totalement indépendants. La cabine qui se déplace horizontalement entre à l'intérieur de celle qui assure le mouvement vertical.